# Rossini (cocktail)
Il Rossini è una variante dei cocktail Bellini, Tintoretto e Mimosa, messa a punto verso la metà del XX secolo. Viene preparato con purea fresca di fragola e prosecco.
Si serve in flûte e ha un sapore fresco e rinfrescante.
Il cocktail è composto da 1/3 di frullato di fragole e 2/3 di prosecco freddo.
Il nome rende omaggio al compositore Gioachino Rossini.

## Preparazione
La preparazione del cocktail consiste nella semplice unione di tutti gli ingredienti nel bicchiere assieme a del ghiaccio.
L'unico dettaglio è la purea di fragole, l'unico sistema per ottenerla è frullare le fragole; infatti, essendo queste un frutto senza succo, la polpa della fragola va tritata con il frullatore; la purea ottenuta andrà poi mescolata assieme ad alcune gocce di succo di limone ed alcune gocce di sciroppo di zucchero.